# Aragon
Aragon (în spaniolă Aragón, în catalană Aragó) este o comunitate autonomă din nord-estul Spaniei. Are o suprafață de 47.719 km².
Aragon are graniță cu Franța la nord, cu Catalonia la est, cu Valencia la sud și cu Castilia-La Mancha, Castilia-Leon, La Rioja și Navarra la vest. Este compusă din provinciile Zaragoza, Huesca și Teruel.
Capitala sa este Zaragoza. 
În plus pe lângă cele trei provincii, Aragon este divizat în 33 de comărci (comarcas).

## Limbă
Pe lângă spaniolă, există o limbă aragoneză originală, vorbită încă în unele văi din Pirinei, care este diferită de dialectul aragonez al limbii spaniole castiliene.
Catalana este vorbită de asemenea în unele comărci (comarcas) adiacente Cataloniei, în special: dialectul ribagorzan în Ribagorza (capitală Benabarre) și Litera (capitală Tamarite de Litera), și un alt dialect asemănător Terra Alta în Matarraña (capitală Valderrobres) și Bajo Cinca (capitală Fraga).

## Istorie
Din 1035 până în 1479 Aragón a fost și numele unui regat independent (Regatul Aragonului), ce se întindea peste granițele actualei regiuni administrative, incluzând și Catalonia din 1137 și mai târziu Insulele Baleare, Valencia, Sicilia, Napoli și Sardinia (vezi Imperiul Coroana de Aragon). Un centru important al acestui regat era Barcelona, de vreme ce era o uniune dinastică. Istoricii din ziua de astăzi numesc regatul „Coroana de Aragon”. Barcelona era centrul a ceea ce a fost în mai multe feluri Imperiul Mediteraneean, ce conducea peste Marea Mediterană și care stabilea reguli pentru întreaga mare (de exemplu, prin Llibre del Consolat del Mar).
Uniunea dinastică dintre Castilia și Aragón din 1479, când Ferdinand al II-lea al Aragonului s-a căsătorit cu Isabella I a Castiliei, a condus la crearea formală a Spaniei ca o singură entitate în 1516.